# Lijst van voetbalinterlands Canada - Ghana
Deze lijst van voetbalinterlands is een overzicht van alle officiële voetbalwedstrijden tussen de nationale teams van Canada en Ghana. De landen speelden tot op heden twee keer tegen elkaar. De eerste ontmoeting, een vriendschappelijke wedstrijd, werd gespeeld in Seoel (Zuid-Korea) op 2 juni 1985. Het laatste duel, eveneens een vriendschappelijke wedstrijd, vond plaats op 13 oktober 2015 in Washington D.C. (Verenigde Staten).

## Wedstrijden
| № | Plaats          | Datum           | Competitie        | Wedstrijd      | Uitslag |
| - | --------------- | --------------- | ----------------- | -------------- | ------- |
| 1 | Seoel           | 2 juni 1985     | Vriendschappelijk | Ghana – Canada | 1 – 2   |
| 2 | Washington D.C. | 13 oktober 2015 | Vriendschappelijk | Canada − Ghana | 1 − 1   |

## Samenvatting
| Competitie        | Totaal gespeeld | Winst Canada | Gelijk | Winst Ghana | Doelsaldo Canada – Ghana |
| ----------------- | --------------- | ------------ | ------ | ----------- | ------------------------ |
| Vriendschappelijk | 2               | 1            | 1      | 0           | 3 − 2                    |
| Totaal            | 2               | 1            | 1      | 0           | 3 − 2                    |

Wedstrijden bepaald door strafschoppen worden, in lijn met de FIFA, als een gelijkspel gerekend.

## Details

### Tweede ontmoeting
| Vriendschappelijk (Washington D.C., Verenigde Staten, 13 oktober 2015): |       |                   |
| Canada                                                                  | 1 – 1 | Ghana             |
| Marcel de Jong 29'                                                      | goals | 44' Albert Adomah |